# 파울라 히틀러
파울라 히틀러(독일어: Paula Hitler, 1896년 1월 21일 ~ 1960년 6월 1일)는 알로이스 히틀러와 클라라 히틀러 사이의 자식이며 아돌프 히틀러의 유일한 직계 친족 여동생이다.

## 생애
파울라는 오스트리아 하펠트(Hafeld)에서 태어났는데, 6살 때 아버지인 알로이스 히틀러가 사망하고 13살 때 클라라 히틀러가 사망해서 대신 아돌프 히틀러의 도움을 받으며 자랐다. 아돌프 히틀러는 어머니가 사망할 때 오스트리아 정부가 제공한 적은 연금을 그녀의 몫으로 배정해 놓고 부모의 유산을 공평히 나누어 사용하는 등 아돌프는 그의 동생에게 각별한 애정을 보였었다.
후에 파울라는 비서로 일하게 되어 빈으로 이사했으나 이때는 히틀러와 접촉을 하지 못했는데, 당시 히틀러는 비엔나 아카데미의 시험에 낙방하여 힘든 시기를 보내고 있던 시절이었다. 히틀러가 오스트리아 정부의 징병을 피해 1912년 뮌헨으로 가 1914년 1차대전이 발발하자 바이에른 연대에 병으로 입대함으로써 전쟁 중은 물론이고 파울라는 히틀러와 1920년대까지 전혀 접촉을 하지 못했고 1921년에야 겨우 만날 수 있었는데, 마지막으로 헤어진 날과 너무 큰 괴리가 있어 그녀는 매우 놀랐고 심지어 초면에 히틀러를 알아보지도 못했다고 그녀는 말했다.
그 후에도 히틀러와 파울라는 같이 쇼핑하러 가기도 하는 등 즐거운 시간을 보냈지만, 1929년 히틀러가 유력 정치인으로 부각되기 시작하자 파울라는 히틀러를 1년에 한 번 정도 밖에 보지 못했고, 1933년 1월 30일 히틀러가 수상으로 취임하면서부터 거의 접촉하지도 못했다. 나중에 파울라는 1930년대부터 1940년대까지 히틀러가 그녀를 1년에 한 번 찾아왔다고 말한 바 있다. 하지만 히틀러는 그녀가 유일한 여동생이었으므로, 그녀가 빈의 보험회사 비서 일자리를 잃은 1930년부터 1945년 히틀러가 자살할 때까지 정부 재정으로 정기적인 지원을 해 주었다고 한다. 또한 파울라는 히틀러의 도움으로 군사 병원에서 비서로 일했으므로 재정상에는 큰 문제 될 것이 없었다. 그러나 파울라는 정치적으로는 히틀러와 연관이 없었으며 나치당에도 가입하지 않았다.
전쟁이 거의 끝나갈 시점인 1945년, 즉 49살일 때 파울라는 마르틴 보어만의 요청으로 베르히테스가르덴에 가 오버잘츠베르크(Obersalzberg)의 히틀러 별장 베르크호프(Berghof)에서 여러 가지 소일을 맡았는데, 여기서 파울라는 히틀러의 동생이라는 점을 이유로 1945년 5월 미국 정보부(OSS)에 검거되었다. 이때서야 파울라는 그저 친절한 오빠 정도였던 아돌프가 홀로코스트와 2차대전 발발에 전적으로 책임이 있다는 것을 처음 알게 되었지만, 후의 OSS 장교가 증언에 밝힌 바에 의하면 그녀는 그러한 사실들을 '자매다운 충실한 표현으로 전적으로 부인했다' 고 말한 바 있으며, 에바 브라운과 오직 한 번 만났다고도 했다. 얼마 되지 않아 풀려난 파울라는 빈으로 돌아가 자신이 저축한 예금으로 살며 예술/공예품 상점에서 일하다가 1952년 독일의 베르히테스가르덴으로 돌아가 투룸 형식의 작은 집으로 이사를 갔다.
1959년 1월 파울라는 영국 텔레비전 방송인 《Associated-Rediffusion》 의 피터 머레이(Peter Morley)와의 인터뷰에 동의하여 ‘The Years of Adolf Hitler'라는 다큐멘터리에 출연하게 되었다. 그녀는 이 프로그램에서 주로 잘 알려지지 않았던 그의 오빠인 히틀러의 유년기를 소개했고, 이 인터뷰에서 히틀러의 생애에 대한 많은 사실들이 새롭게 밝혀졌다. 인터뷰 후 1년 후인 1960년 6월 1일, 64세의 나이로 그녀는 사망했다. 파울라가 결혼을 하지 않아 아이가 없었으므로 히틀러 가문의 직계는 여기서 끝이 났으며, 그녀는 마지막으로 살던 베르히데스가덴/쇠나우(Berchtesgaden/Schönau)의 베르크프라이트호프(Bergfriedhof)에 묻혔고, 나중에 알트프라이드호프(Altfriedhof)로 이장되었다. 현재에도 그 비석은 여전히 남아 있으며 그녀의 관도 여전히 그 자리에 있다.

## 같이 보기
- 히틀러가